# Red Eagle (Film)
Der Film Red Eagle (in Deutschland zunächst unter dem Titel Red Hunter veröffentlicht, später dann umbetitelt, US-Originaltitel Black Eagle) spielt in der Phase des Kalten Kriegs: Ein F-111-Kampfflugzeug mit neuem Laserlenksystem, einer der modernsten Waffen der USA, stürzt in der Nähe von Malta ins Mittelmeer. In dieser Region ist die Sowjetunion militärisch stark präsent. Die CIA schickt daher ihren besten Agenten für Außeneinsätze Ken Tani (Shō Kosugi), um die F-111 vor dem Feind zu schützen.

## Handlung
Ken Tani, ein Kampfkünstler und Spezialagent der amerikanischen Regierung mit dem Codenamen „Black Eagle“, wird von seinen Vorgesetzten gerufen, nachdem eine F-111 mit einem experimentellen Black-Ops-Laserortungsgerät über Malta von russischen Flugzeugen abgeschossen wurde. Eine Gruppe von Elite-Agenten des KGB unter der Leitung von Oberst Wladimir Klimenko und seiner rechten Hand Andrei wurde nach Malta entsandt, um das Gerät zu bergen. Die CIA schafft Kens junge Söhne zusammen mit der CIA-Agentin Patricia Parker nach Malta, mit denen der Agent gerade seinen zweiwöchigen Jahresurlaub verbringen wollte. Die Russen verüben zwei erfolglose Anschläge auf Ken, der danach mit einem Hängegleiter das Flugzeug in Küstennähe auf dem Meeresboden sichtet. Doch die Russen haben das Laserortungsgerät bereits entfernt, wegen der Überwachung der Insel durch die Amerikaner allerdings noch nicht außer Landes geschafft.
Schließlich besiegt Ken seinen Widersacher Andrei im Showdown der Eliteagenten.

## Hintergrund
Black Eagle wurde 1988 unter der Regie von Eric Karson gedreht. Der Film wurde am 19. Mai 1988 in den Vereinigten Staaten veröffentlicht. Das Budget betrug 3 Millionen US-Dollar. In den Hauptrollen spielten Shō Kosugi, der auch die Kampfszenen choreographiert hat, und Jean-Claude Van Damme. Shō Kosugi, japanischer Martial-Arts-Spezialist, war seinerzeit durch Ninja-Filme bekannter und berühmter als Van Damme.
Jean-Claude Van Damme ist in dem Film in seiner zweiten größeren Rolle zu sehen. Wie bei Karate Tiger (1986) spielt er einen bösen Russen. 1986 hatte er bereits Bloodsport gedreht. Der Kampfsport-Kultfilm wurde allerdings erst am 19. Mai 1988 veröffentlicht. Die Filmproduktionsfirma Cannon Films war vom ersten Schnitt nicht überzeugt gewesen und hatten ihn daher zunächst zurückgehalten. Erst nach der erfolgreichen Veröffentlichung von Bloodsport, der am 26. Februar 1988 in die US-Kinos kam, wurde Black Eagle im Mai nachgeschoben. 
Die Dreharbeiten fanden auf der Mittelmeerinsel Malta statt, die in diesem Film noch nahezu touristenfrei bewundert werden kann. Auch die Hauptstadt La Valletta mit vielen historischen Bauten zeigt ihren Reiz. Der Film besticht durch dramatische Orchestermusik. Auffällig ist zudem, dass die Kampfszenen in ihrer Choreographierung für heutige Verhältnisse eher unspektakulär sind. Allerdings zeigen beide Kampfkünstler ihr Können, was Gelenkigkeit und Kicks betrifft. Jean-Claude Van Damme zeigt außerdem dreimal seinen berühmten Spagat, davon zweimal im direkten Duell mit Shō Kosugi, um Treffern durch Ausweichen zu entgehen.

## Kritiken
Die Kritiker bewerteten den Film durchwachsen. Einige bemängeln die Handlung, andere die Kampfszenen. Das Lexikon des internationalen Films sieht einen „[b]rutale[n] Action-Film mit menschenverachtender Rache-Ideologie“ und rät von dem Film ab:

„‚Black Eagle‘ ist schlussendlich nur wirklich was für Komplettisten. Wo ‚Karate Tiger‘ Van Damme auch nur wenig Screen Time bietet, dieser aber zumindest einen wahnsinnig unterhaltsamen Trash-Appeal hat, ist dieser Action-Murks nicht mehr als ein gerupftes Genre-Hühnchen ohne sehenswertes Fleisch dran.“

„Das einfallslose Drehbuch wärmt die alten Ost-West-Klischees auf, bietet aber zumindest exzellente Martial-Art-Szenen. Fazit: Kalter Kaffee aus dem Kalten Krieg.“